# Cabinet Woidke III
Pour les articles homonymes, voir Cabinet Woidke.
Land de Brandebourg
Woidke II Woidke IV
Le cabinet Woidke III (en allemand : Kabinett Woidke III) est le gouvernement du Land de Brandebourg entre le 20 novembre 2019 et le 11 décembre 2024, durant la 7e législature du Landtag.

## Coalition et historique
Dirigé par le ministre-président social-démocrate sortant Dietmar Woidke, ce gouvernement est constitué et soutenu par une « coalition kényane » entre le Parti social-démocrate d'Allemagne (SPD), l'Union chrétienne-démocrate d'Allemagne (CDU) et l'Alliance 90 / Les Verts (Grünen). Ensemble, ils disposent de 50 députés sur 88, soit 56,8 % des sièges du Landtag.
Il est formé à la suite des élections régionales du 1er septembre 2019.
Il succède donc au cabinet Woidke II, constitué et soutenu par une « coalition rouge-rouge » entre le SPD et Die Linke.

### Formation
Au cours du scrutin, le SPD s'impose pour la septième fois consécutive comme la première force politique du Brandebourg mais perd cinq points et cinq sièges. Il est talonné par l'Alternative pour l'Allemagne (AfD), qui devient le deuxième parti du Land devant la CDU, qui perd près de sept points. La Linke est également en recul avec huit points et sept députés de moins. Les reflux combinés des deux partis au pouvoir leur font perd 12 élus et la majorité absolue dont ils disposaient.
Woidke change alors de partenaire de coalition et le 20 novembre, près de 12 semaines après la tenue des élections, il est de nouveau investi pour le Landtag et entreprend son troisième mandat, comme ses prédécesseurs Manfred Stolpe et Matthias Platzeck.
Le 22 novembre 2024, Dietmar Woidke révoque la ministre de la Santé Ursula Nonnemacher, qui siège comme lui au Bundesrat, car elle souhaitait s'abstenir sur la convocation de la commission de médiation avec le Bundestag concernant la réforme hospitalière du gouvernement fédéral alors que le ministre-président s'opposait à cette convocation. Un tel vote différencié aurait conduit, conformément à la procédure parlementaire, à la non-prise en compte du vote de la délégation du Brandebourg. En réaction, le ministre de l'Agriculture Axel Vogel remet sa démission, ce qui acte la sortie des Grünen de la coalition à quelques jours de la fin du mandat du gouvernement.

### Succession
Lors des élections régionales du 22 septembre 2024, le Parti social-démocrate arrive en tête, devançant l'Alternative pour l'Allemagne (AfD), mais le mauvais résultat de l'Union chrétienne-démocrate et l'échec des Verts à conserver leur représentation parlementaire rend impossible la reconduction de la coalition « kényane ».
Les entretiens préliminaires entre le SPD et l'Alliance Sahra Wagenknecht - Pour la raison et la justice (BSW) démarrent début octobre puis les négociations de coalition le 4 novembre. L'accord de coalition est conclu le 27 novembre.
Lors du vote d'investiture organisé le 11 décembre au Landtag, Dietmar Woidke est réélu au deuxième tour et forme son gouvernement de dix ministres dans la foulée.

## Composition

### Initiale (20 novembre 2019)
- Par rapport au cabinet Woidke II, les nouveaux ministres sont indiqués en gras, les ministres qui ont changé d'attributions sont indiqués en italique.

| Portefeuille                                                                                                | Titulaire | Titulaire                                                                    | Parti  |
| --- | --------- | ---------------------------------------------------------------------------- | ------ |
| Ministre-président                                                                                          |           | Dietmar Woidke                                                               | SPD    |
| Vice-ministre-président Ministre de l'Intérieur et des Communes                                             |           | Michael Stübgen                                                              | CDU    |
| Vice-ministre-président Ministre des Affaires sociales, de la Santé, de l'Intégration et de la Consommation |           | Ursula Nonnemacher                                                           | Grünen |
| Ministre de la Justice                                                                                      |           | Susanne Hoffmann (de)                                                        | CDU    |
| Ministre des Finances et des Affaires européennes                                                           |           | Katrin Lange                                                                 | SPD    |
| Ministre des Infrastructures et de l'Aménagement du territoire                                              |           | Guido Beermann (jusqu'au 21/11/2023) Rainer Genilke (à partir du 22/11/2023) | CDU    |
| Ministre de l'Économie, du Travail et de l'Énergie                                                          |           | Jörg Steinbach                                                               | SPD    |
| Ministre de l'Éducation, de la Jeunesse et des Sports                                                       |           | Britta Ernst (jusqu'au 17/04/2023) Steffen Freiberg (à partir du 10/05/2023) | SPD    |
| Ministre de l'Agriculture, de l'Environnement et du Climat                                                  |           | Axel Vogel                                                                   | Grünen |
| Ministre de la Science, de la Recherche et de la Culture                                                    |           | Manja Schüle                                                                 | SPD    |
| Directrice de la chancellerie                                                                               |           | Kathrin Schneider                                                            | SPD    |

### Remaniement du 22 novembre 2024
- Par rapport à la composition précédente, les nouveaux ministres sont indiqués en gras, les ministres qui ont changé d'attributions sont indiqués en italique.

| Portefeuille | Titulaire | Titulaire             | Parti |
| --- | --------- | --------------------- | ----- |
| Ministre-président                                                                                                |           | Dietmar Woidke        | SPD   |
| Vice-ministre-président Ministre de l'Intérieur et des Communes                                                   |           | Michael Stübgen       | CDU   |
| Ministre des Affaires sociales, de la Santé, de l'Intégration et de la Consommation Directrice de la chancellerie |           | Kathrin Schneider     | SPD   |
| Ministre de la Justice                                                                                            |           | Susanne Hoffmann (de) | CDU   |
| Ministre des Finances et des Affaires européennes Ministre de l'Agriculture, de l'Environnement et du Climat      |           | Katrin Lange          | SPD   |
| Ministre des Infrastructures et de l'Aménagement du territoire                                                    |           | Rainer Genilke        | CDU   |
| Ministre de l'Économie, du Travail et de l'Énergie                                                                |           | Jörg Steinbach        | SPD   |
| Ministre de l'Éducation, de la Jeunesse et des Sports                                                             |           | Steffen Freiberg      | SPD   |
| Ministre de la Science, de la Recherche et de la Culture                                                          |           | Manja Schüle          | SPD   |